# AN/SPY-6
Das AN/SPY-6 (JETDS-Bezeichnung) ist ein schiffgestütztes Multifunktionsradar des US-Konzerns Raytheon und basiert auf Active Electronically Scanned Arrays (AESA). Es dient auf Kriegsschiffen neben der Verfolgung aller Arten von Luftzielen auch dem Erfassen von ballistischen Raketen und der Raketenabwehr. Das Radarsystem ist modular aufgebaut und kann in seiner Größe skaliert werden. Es soll in unterschiedlichen Konfigurationen ab 2023 (IOC) auf mehreren Schiffsklassen wie den Lenkwaffenzerstörern der Arleigh-Burke-Klasse der United States Navy zum Einsatz kommen.

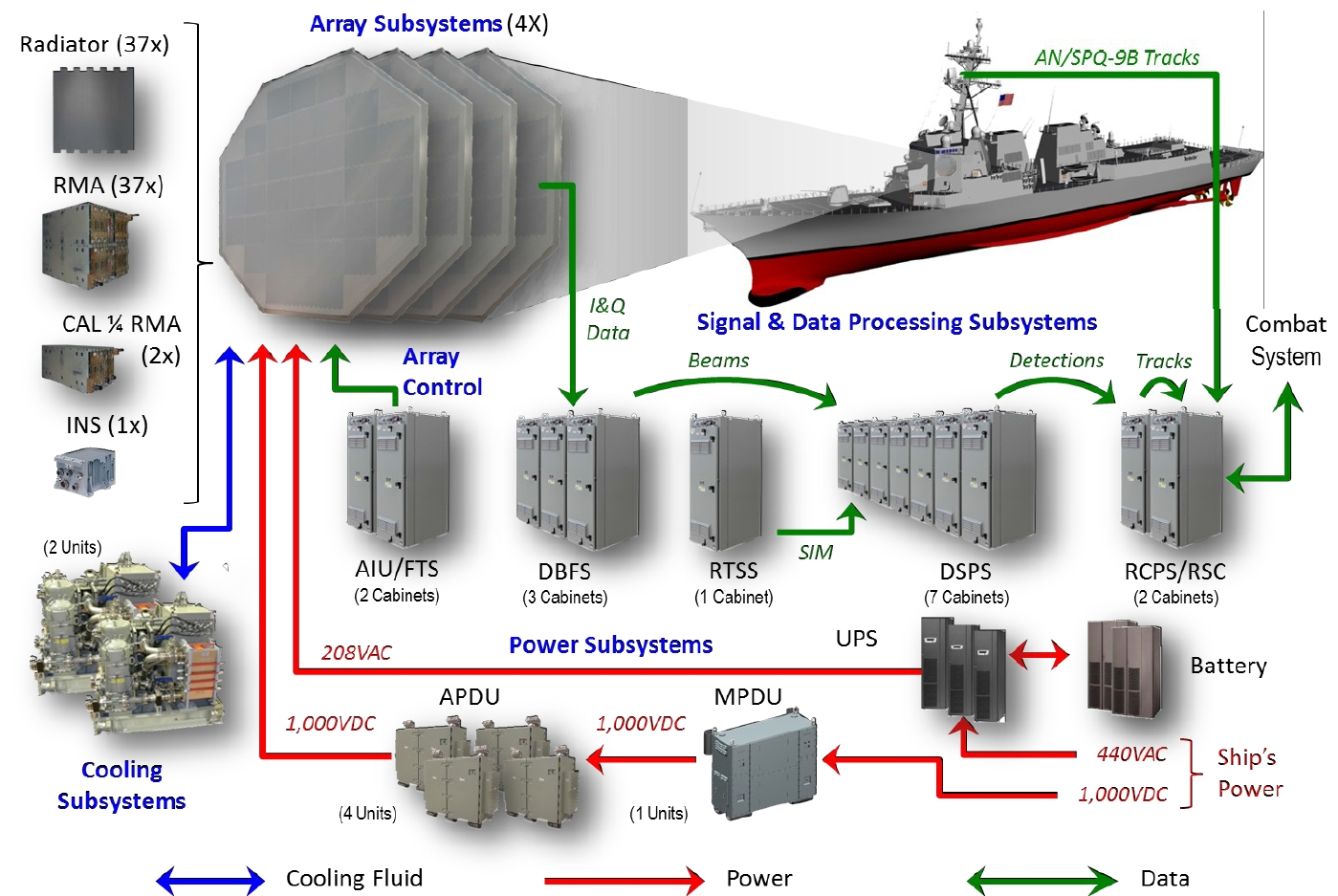
Schematische Darstellung der Komponenten eines AN/SPY-6(V)1

## Beschreibung
Die Architektur des SPY-6 basiert auf den sogenannten „Radar Modular Assemblies“ (RMAs). Jeder dieser ca. 70 cm großen Würfel ist ein in sich geschlossenes Radarkomplex mit 144 Transceivern, welcher sich mit einer praktisch beliebigen Anzahl weiterer RMAs zu einem noch wesentlich leistungsfähigeren Radarsystem zusammenschalten lässt. Das SPY-6 bietet mit seiner aktiven elektronischen Strahlschwenkung (AESA) gegenüber klassischen Radaren und gegenüber phasengesteuerten Radaren mit passiver Strahlschwenkung (Passive Electronically Scanned Array, abgekürzt PESA) beträchtliche Vorteile in den Bereichen Reichweite, Störresistenz und Flexibilität.
Darüber hinaus ist es einer der ersten schiffgestützten Systeme, welches im Hochfrequenzteil Halbleiterbauelemente auf Basis von Galliumnitrid im großen Maßstab einsetzt. Gegenüber dem bisher in AESA-Designs verwendeten Galliumarsenid ermöglichen diese eine wesentlich höhere Sendeleistung und Bandbreite. Durch diese und weitere neue Technologien konnte die Empfindlichkeit gegenüber dem Vorgängersystem AN/SPY-1 um das bis zu 30-fache erhöht werden, die Sendeleistung um das etwa 35-fache.
Wie sein Vorgänger arbeitet das SPY-6 im S-Band bei 2 – 4 GHz, wodurch hohe Reichweiten erzielt werden können und gewisse Tarnkappentechniken in ihrer Effektivität reduziert werden. Dies geschieht jedoch auf Kosten der Genauigkeit, weswegen halb-aktive Lenkwaffen wie zum Beispiel die SM-2 oder ESSM ein zusätzliches X-Band (8 – 12 GHz) Feuerleitradar für die Zielbeleuchtung im Endanflug benötigen. Neuere Lenkwaffen wie die SM-6 und ESSM Block 2 können jedoch dank ihrer bordeigenen aktiven Radarsysteme auf diese Unterstützung verzichten und rein mit dem SPY-6 ins Ziel gelenkt werden. Aufgrund der hohen Sendeleistung und Agilität der Galliumnitrid-Transmitter sind auch Anwendungen im Bereich der offensiven Elektronischen Gegenmaßnahmen mit dem SPY-6 denkbar.
Rüstungspolitisch ist das unter der Bezeichnung AMDR („Air and Missile Defense Radar“) entwickelte AN/SPY-6 des Herstellers Raytheon eine Alternative zum AN/SPY-1 des Herstellers Lockheed Martin, der auch das Aegis-Kampfsystem entwickelt.

## Varianten

### AN/SPY-6(V)1
Diese Variante wird als „Air and Missile Defense Radar“ (AMDR-S) bezeichnet und soll auf allen neuen Zerstörern der Arleigh-Burke-Flight-III-Klasse installiert werden. Es kommt in vier Phased-Array-Antennengruppen mit jeweils 37 RMAs zum Einsatz. Hierbei handelt es sich um den leistungsfähigsten Radarkomplex der SPY-6-Serie mit einer sehr großen Reichweite.

### AN/SPY-6(V)2
Auch bekannt unter dem Namen „Enterprise Air Surveillance Radar“ (ESAR) / „Rotator Radar“. Hierbei werden 9 RMAs in einer einzigen Phased-Array-Antenne auf einer rotierenden Platform montiert, so dass eine periodische 360-Grad-Abdeckung mit wenigen Modulen und wenig Masse bei geringen Kosten erreicht werden kann. Dieses System soll auf allen Amphibischen Landungsschiffen der San-Antonio-Flight-II-Klasse installiert werden, sowie auf USS Bougainville, dem ersten Schiff der America-Flight-I-Klasse. Auf den Flugzeugträgern der Nimitz-Klasse soll es die AN/SPS-48E und AN/SPS-49(V)5 ersetzen.

### AN/SPY-6(V)3
Auch bekannt als „Enterprise Air Surveillance Radar“ (ESAR) / „Fixed Face Radar“. Dieser Komplex besteht aus drei Phased-Array-Antennengruppen mit jeweils 9 RMAs in einer festen Anordnung für eine kontinuierliche 360-Grad-Rundumabdeckung. Die verglichen mit dem AN/SPY-6(V)2 größere Masse, höhere Stromaufnahme und erforderliche Kühlleistung muss bei der Konstruktion des Schiffs berücksichtigt werden. Es kommt bei den Flugzeugträgern der Gerald-R.-Ford-Klasse ab dem zweiten Schiff der Klasse, John F. Kennedy, zum Einsatz.

### AN/SPY-6(V)4
Diese Variante wird ebenfalls als „Air and Missile Defense Radar“ (AMDR-S) bezeichnet, verfügt aber nur über 24 RMAs pro Phased-Array-Antennengruppe. Damit hat es eine kleinere Einbaugröße als das SPY-6(V)1 und soll das vorhandene SPY-1D auf Zerstörern der Arleigh-Burke Flight IIA-Klasse höherwertig ersetzen. Die neuen Fregatten der Constellation-Klasse werden mit dem SPY-6(V)4 als Primärradar ausgestattet.